# Charles Boxer
Charles Ralph Boxer (ur. 8 marca 1904 w Sandown na wyspie Wight zm. 27 kwietnia 2000 w St Albans) – historyk zajmujący się tematyką marynarki holenderskiej i portugalskiej oraz okresem kolonialnym.

## Edukacja i kariera wojskowa
Był synem pułkownika Hugh Boxera oraz Jane Patterson. Charles Boxer kształcił się w Wellington College i na Royal Military College Sandhurst, w 1923 został mianowany podporucznikiem pułku Lincolnshire, służył w nim dwadzieścia cztery lata aż do 1947. Następnie odbył służbę w Irlandii Północnej, by od 1930 do 1933 zostać oficerem w roli tłumacza, przypisanym do pułku piechoty w Osace w Japonii. W tym samym czasie rozpoczął naukę w szkole podoficerskiej w Toyohashi. W 1933 uznany oficjalnym tłumaczem języka japońskiego. W 1936 wysłany został do Hongkongu, służył tam jako oficer Sztabu Generalnego trzeciej klasy, wraz z brytyjskimi żołnierzami, będąc agentem wywiadu. W 1940 awansował na oficera Sztabu Generalnego drugiej klasy. Ranny podczas japońskiego ataku na Hongkong 8 grudnia 1941, trafił do niewoli i pozostał w niej do 1945. Po uwolnieniu powrócił do Japonii jako członek Brytyjskiej Komisji do spraw Dalekiego Wschodu w latach 1946-1947. W trakcie swojej kariery wojskowej, Boxer opublikował 86 prac dotyczących Dalekiego Wschodu, ze szczególnym naciskiem na XVI i XVII wiek.
W 1945 ożenił się z Emily Hahn (zm. 1997), z którą miał dwie córki. Wcześniej jego żoną była Ursula Norah Anstice Tulloch.

## Kariera akademicka
Już będąc majorem, Boxer zrezygnował ze służby w 1947, kiedy to King’s College London zaoferowało mu stanowisko profesora historii Portugalii, które pełnił do 1967. W tym okresie School of Oriental and African Studies mianowała go swoim pierwszym profesorem historii Dalekiego Wschodu; zachował to stanowisko przez dwa lata, do 1953. 
Po przejściu na emeryturę na Uniwersytecie w Londynie, w 1967, Boxer został profesorem wizytującym Uniwersytet Indiany; pracował także jako doradca w bibliotece Lilly, znajdującej się w kampusie w Bloomington w Indianie. Od 1969 do 1972 Boxer piastował stanowisko profesora historii europejskich ekspansji zamorskich na Uniwersytecie Yale. 

## Doktor honoris causa i nagrody
- doktor honoris causa Uniwersytetu w Utrechcie, 1950.
- doktor honoris causa Uniwersytetu w Lizbonie, 1952.
- członek Brytyjskiej Akademii, 1957.
- doktor honoris causa Uniwersytetu w Salwadorze, 1959.
- doktor honoris causa Uniwersytetu w Liverpoolu, 1966.
- członek Chińskiej Akademii, Tajwan 1966.
- papieski kawaler orderu św. Grzegorza Wielkiego 1969.
- doktor honoris causa Uniwersytetu w Hongkongu,1971.
- doktor honoris causa University of Peradeniya na Sri Lance, 1980.
- złoty medal Instituto Historico e Geografico Brasileiro, 1986.

## Wybrane publikacje
- S. George West, A List of the Writings of Charles Ralph Boxer Published Between 1926 and 1984, Compiled for his Eightieth Birthday (London: Tamesis Books Ltd, 1984).
- Jan Compagnie in Japan, 1660-1817 (1936)
- Fidalgos in the Far East, 1550-1770. Fact and Fancy in the History of Macao (1948)
- The Christian Century in Japan (1951)
- Salvador de Sá and the Struggle for Brazil and Angola, 1602-1686 (1952)
- South China in the Sixteenth century (1953)
- The Dutch in Brazil (1957)
- The Great Ship from Amacon (1959)
- The Tragic History of the Sea (1959)
- The Golden Age of Brazil, 1695-1750 (1962)
- The Dutch Seaborne Empire (1965) wydanie polskie: Morskie Imperium Holandii, Gdańsk 1980, Wydawnictwo Morskie
- The Portuguese Seaborne Empire (1969)